# Ручки (Гадячский район)
Ручки (укр. Ручки) — село в Гадячинском районе Полтавской области Украины. Является единственным населенным пунктом Ручковского сельского совета.
Код КОАТУУ — 5320486201. Население составляет ↘549 человек.

## Географическое положение
Село Ручки находится на берегу реки Хорол, выше по течению на расстоянии в 2,5 км расположено село Балясное, ниже по течению на расстоянии в 1,5 км расположено село Березовая Лука. Река в этом месте извилистая, образует лиманы и заболоченные озёра.

## История
- 1646 — дата основания.

## Экономика
- ТОВ «Лист-Ручки».
- ЧП «Ручки-Агро».

## Объекты социальной сферы
- Школа І—ІІ ст.

## Известные люди
- Жовтобрюх Михаил Андреевич (1905—1995) — украинский языковед, доктор филологических наук, академик НАН Украины.
- Боряк, Василий Семёнович (1926—2001) — участник Великой Отечественной войны 1941—1945 гг., полный кавалер ордена Славы, советский военный, танкист и ракетчик, гвардии полковник.
- Христенко Валерий Иванович (1949-2025) — заслуженный работник пищевой промышленности Украины.

## Галерея
|                    |         |
| Школа І—ІІ ступени | Церковь |

|                   |                 |
| Здание сельсовета | Отделение связи |